# Comuna Mîhailivka, Vilneansk
Mîhailivka (în ucraineană Михайлівка) este o comună în raionul Vilneansk, regiunea Zaporijjea, Ucraina, formată din satele Andriivka, Heorhiivske, Krînîcine, Mîhailivka (reședința), Nahirne, Serhiivka, Sokolivka, Vasîlivske, Vilnoandriivka, Vilnokureanivske și Zaporizke.

## Demografie
Componența lingvistică a comunei Mîhailivka
     Ucraineană (72,89%)
     Rusă (26,33%)
     Alte limbi (0,19%)
Conform recensământului din 2001, majoritatea populației comunei Mîhailivka era vorbitoare de ucraineană (72,89%), existând în minoritate și vorbitori de rusă (26,33%).